# Microcyba hamata
Microcyba hamata là một loài nhện trong họ Linyphiidae.
Loài này thuộc chi Microcyba. Microcyba hamata được Herman Theodor Holm miêu tả năm 1962.